# SummerSlam 2023
SummerSlam 2023 è la trentaseiesima edizione dell'omonimo evento in pay-per-view prodotto annualmente dalla WWE. L'evento si è svolto il 5 agosto 2023 al Ford Field di Detroit (Michigan) ed è stato trasmesso in diretta su Peacock negli Stati Uniti e sul WWE Network nel resto del mondo.

## Storyline
Nel Raw dopo WrestleMania 39, Brock Lesnar ha attaccato Cody Rhodes prima che entrambi partecipassero a un tag team match. Ciò ha portato a un match a Backlash che ha visto prevalere Rhodes. La faida proseguì e la rivincita si consumò a Night of Champions, terminata con la vittoria di Lesnar che fece svenire il suo avversario con la sua Kimura Lock. Nell'episodio successivo di Raw, Rhodes ha lanciato una sfida aperta a Lesnar valida in qualunque momento e luogo. Quest'ultimo prima ha attaccato Rhodes davanti alla famiglia e poi ha accettato la sfida per SummerSlam.
A Money in the Bank, Seth Rollins ha difeso con successo il World Heavyweight Championship contro Finn Bálor dopo che il compagno di stable del Judgment Day, Damian Priest (che aveva vinto il match Money in the Bank quella notte), lo ha accidentalmente distratto. Nell'episodio successivo di Raw, Priest ha interferito in un match tra Rollins e Dominik Mysterio e il primo vinse per squalifica. Subito dopo, Priest ha provato ad incassare il contratto del Money in the Bank, ma è intervenuto Bálor che ha attaccato Rollins, costando al compagno l'opportunità e ciò creò tensione nel Judgement Day. La settimana successiva, le discussioni tra Bálor e Priest continuarono, ma in seguito entrambi concordarono che Bálor avrebbe dovuto ricevere prima un match per il titolo. Nell'episodio del 17 luglio, Bálor ha sfidato Rollins a una rivincita titolo, ma in seguito al rifiuto del campione, il leader del Judgment Day lo ha attaccato e poco dopo è stato annunciato il match per SummerSlam.
A Night of Champions, Asuka ha sconfitto Bianca Belair e vinse il Raw Women's Championship (il 9 giugno ribattezzato WWE Women's Championship). Prima della presentazione del nuovo titolo, l'official Adam Pearce ha chiesto a Belair di non interrompere, affermando che era in programma una rivincita. Tuttavia, Charlotte Flair, ha interrotto e sfidato Asuka per il titolo. Asuka ha accettato, con grande sgomento di Belair. Durante il match, svoltosi a SmackDown il 30 giugno, quest'ultima era presente tra il pubblico e dopo essere stata colpita accidentalmente dalla campionessa, è intervenuta attaccandola, causando la fine dell'incontro per squalifica. Come diretta conseguenza, è stato annunciato un match titolato tra Belair e Asuka per il 14 luglio e come da accordi tra la sfidante e Flair, in caso di vittoria della prima, le avrebbe concesso un'opportunità titolata SummeSlam. Tuttavia, durante l'incontro, Flair ha colpito accidentalmente Belair (in seguito alle interferenze di Bayley e di Ms. Money in the Bank Iyo Sky) facendo scattare la squalifica. Il 21 luglio, è stato annunciato un triple threat match tra Asuka, Flair e Belair per SummerSlam.
A Night of Champions durante il match tra Sami Zayn e Kevin Owens contro Solo Sikoa e Roman Reigns con in palio il Raw Tag Team Championship e lo SmackDown Tag Team Championship, gli Usos hanno interferito e hanno colpito involontariamente Sikoa. Dopo che Reigns ha spinto entrambi i gemelli samoani, Jimmy, per la rabbia repressa per le continue mancanze di rispetto da parte di Reigns, lo ha colpito lasciando definitivamente la Bloodline. Dopo le pressione subite da Jey, quest'ultimo seguì il fratello e dopo aver colpito Sikoa e Reigns, lasciò anch'egli la stable. Ciò ha portato a un tag team match, chiamato "Bloodline Civil War", svoltosi a Money in the Bank, dove gli Usos sono riusciti a trionfare. Il 7 luglio a SmackDown, Reigns ha finto di rinunciare al titolo di Tribal Chief in favore di Jey Uso, per poi colpirlo con un colpo basso. Successivamente è intervenuto Jimmy in difesa del gemello, ma è stato attaccato ferocemente da Reigns e Sikoa, che lo hanno mandato in ospedale. Più tardi quella sera, Jey ha attaccato i due con una sedia d'acciaio prima di sfidare Reigns ad un match titolato per SummeSlam e nell'episodio di SmackDown del 21 luglio è stato concordato dai due contendenti, che oltre al titolo, sarebbe stato in palio il titolo di capo tribù della famiglia Anoa'i.

## Risultati
| # | Match                                                   | Stipulazioni                                                                           | Durata |
| - | ------------------------------------------------------- | -------------------------------------------------------------------------------------- | ------ |
| 1 | Logan Paul ha sconfitto Ricochet                        | Single match                                                                           | 18:00  |
| 2 | Cody Rhodes ha sconfitto Brock Lesnar                   | Single match                                                                           | 17:35  |
| 3 | LA Knight ha vinto eliminando per ultimo Sheamus        | Slim Jim Battle royal match                                                            | 11:55  |
| 4 | Shayna Baszler ha sconfitto Ronda Rousey                | MMA rules match                                                                        | 7:30   |
| 5 | Gunther (c) ha sconfitto Drew McIntyre                  | Single match per il WWE Intercontinental Championship                                  | 13:40  |
| 6 | Seth Rollins (c) ha sconfitto Finn Bálor                | Single match per il World Heavyweight Championship                                     | 18:30  |
| 7 | Bianca Belair ha sconfitto Asuka (c) e Charlotte Flair  | Triple threat match per il WWE Women's Championship                                    | 20:45  |
| 8 | Iyo Sky (con Bayley) ha sconfitto Bianca Belair (c)     | Single match per il WWE Women's Championship Iyo Sky ha incassato il Money in the Bank | 0:08   |
| 9 | Roman Reigns (c) (con Paul Heyman) ha sconfitto Jey Uso | Tribal combat match per l'Undisputed WWE Universal Championship                        | 36:05  |

1. ↑  Ordine di eliminazione: Apollo Crews, JD McDonagh, Rick Boogs, Otis, Ivar, Erik, Shinsuke Nakamura, Tommaso Ciampa, Cameron Grimes, Austin Theory, Santos Escobar, Giovanni Vinci, Ludwig Kaiser, Ridge Holland, Butch, Matt Riddle, Omos, The Miz, Grayson Waller, Karrion Kross, Chad Gable, Bronson Reed, AJ Styles e Sheamus.